# Погост (водохранилище)
Пого́ст (бел. Паго́ст) — водохранилище в Пинском районе Брестской области Беларуси. Расположено в 22 км на северо-восток от города Пинск, возле деревни Погост-Загородский. Основано на базе Погостского озера. Относится к бассейну реки Бобрик, верхнего притока Припяти.
Высота над уровнем моря составляет 134,9 м. Площадь зеркала составляет 16,46 км². Длина водоёма — 6,1 км, наибольшая ширина — 3,3 км, средняя — 2,65 км. Длина береговой линии — 16,2 км. Наибольшая глубина — 5,4 м, средняя — 3,4 м. Объём воды в водохранилище — 54,48 млн м³ (из них 44,79 млн м³ полезного объёма). Площадь водосборного бассейна — 710 км².
Откосы укреплены посредством посева трав, а понизу — также одерновки. Дно покрыто песком. Присутствует множество небольших островов.
Среднегодовой сток составляет 89,3 млн м³. Колебания уровня воды на протяжении года — 2—3 м. Водоём замерзает в середине ноября — начале декабря, толщина льда — 40—60 см.
Сооружение водохранилища Погост началось в 1976 году с целью орошения земель совхоза «Парохонский» и для водообеспечения рыбоводного хозяйства «Полесье». Основой для водохранилища послужило озеро Погостское, часть которого была отгорожена дамбой длиной 16,2 км. Ширина дамбы по гребню составляет 4,5 м, максимальная высота — 6,2 м, средняя — 3,4 м. Для регулирования уровня воды в дамбе оборудован трубчатый водоспуск пропускной способностью 10,45 м³/с. Для наполнения используется снабжённый шлюзами канал длиной 8,5 км, сообщающийся с рекой Бобрик. Современный вид водоём приобрёл в 1978 году. Техническим обслуживанием занимается Пинское предприятие мелиоративных систем.
На берегу расположены деревни Новодворского и Загородского сельских советов.
В водохранилище Погост обитают лещ, окунь, плотва, щука, карась.
Водохранилище является местом отдыха, летней и зимней ловли рыбы. 8,37 млн м³ воды используется рыбхозом «Полесье».